# Voiture EuroCity panoramique
 (juillet 2009).
Si vous disposez d'ouvrages ou d'articles de référence ou si vous connaissez des sites web de qualité traitant du thème abordé ici, merci de compléter l'article en donnant les références utiles à sa vérifiabilité et en les liant à la section « Notes et références ».
La voiture panoramique Apm 61 85 19-90 est une voiture EuroCity des Chemins de fer fédéraux suisses offrant une vue dégagée en hauteur afin que les passagers puissent admirer les reliefs avoisinants.
Le succès des voitures panoramiques à voie métriques a convaincu les CFF de compléter, en 1991, la série des voitures EuroCity 61 85 de 12 voitures de 1re classe référencées Apm 61 85 19-90 pour leurs liaisons EuroCity à voie normale. Longues de 26,40 m et pouvant rouler à 200 km/h, ces voitures climatisées de première classe disposent d'une salle surélevée de 54 places (18*3) équipées de baies vitrées sur une longueur de 19 m et une hauteur de 1,60 m.
Entre 1995 et 2005, elles ont été utilisées sur l'InterCity "Riviera Dei Fiori" Bâle CFF - Nice-Ville.
En 2016, elles sont utilisées sur les lignes InterRegio Zürich HB/Bâle CFF - Gothard - Locarno, ainsi que sur l'EuroCity "Transalpin" Zürich HB - Graz.
Actuellement, en 2023, elles effectuent trois liaisons distinctes sur des trains EuroCity.
- EC 8/9 (Zürich HB - Hamburg-Altona)
- EC 104/105 Porta Moravica (Graz Hbf - Przemyśl Główny)
- EC 163/164 Transalpin (Zürich HB - Graz Hbf)

## Utilisation
- EuroCity

## Modélisme
Ces voitures sont proposées en HO par Roco :
- Apm 61 85 19-90 (ref. 44768)

Ces voitures existent aussi en N par Minitrix :
- Apm 	61 85 10-90 100-2 (ref. 15907)